# 光復上水 (2019年)
光復上水行動，是2019年7月13日在香港北區上水舉行的一場反對水貨客遊行活動。遊行起點為北區運動場，終點為上水公園第一號，途經新功街、符興街、新發街。光復行動發起人北區水貨客關注組發言人梁金成指有3萬人參與遊行，警方指最高峰有4千人參加。示威活動結束後立即爆發激烈的警民衝突，一名示威者逃避白衣警員追捕時爬出天橋欄杆，險些墮橋，最終被數名警員和無綫新聞攝影師拉住。行動最少造成10名警員送院，14名男傷者送往北區醫院，多名記者受傷。

## 背景
自2003年港澳個人遊開放以來，上水成為中國大陸水貨客頻繁出現的地方，居民長年受到滋擾。經歷過2019年7月1日的立法會衝擊事件後，連登用戶提議來日的行動以民生議題為主軸，以爭取不同政治背景人士的支持。多年來備受水貨客問題困擾的上水居民也積極響應，「北區水貨客關注組」宣佈於7月13日舉行「光復上水」行動。行動獲得警方的「不反對通知書」，是日3時在北區運動場籃球場集合出發，終點設在上水花園，途徑水貨重災區石湖墟一帶，主辦方預計會有2,000人參加。後來警方稱擔心影響附近居民和交通，認為港鐵站較適合和容易解散，故要求主辦方把終點改至上水港鐵站A3出口外，惟主辦方堅持原遊行路線方案。

## 遊行經過

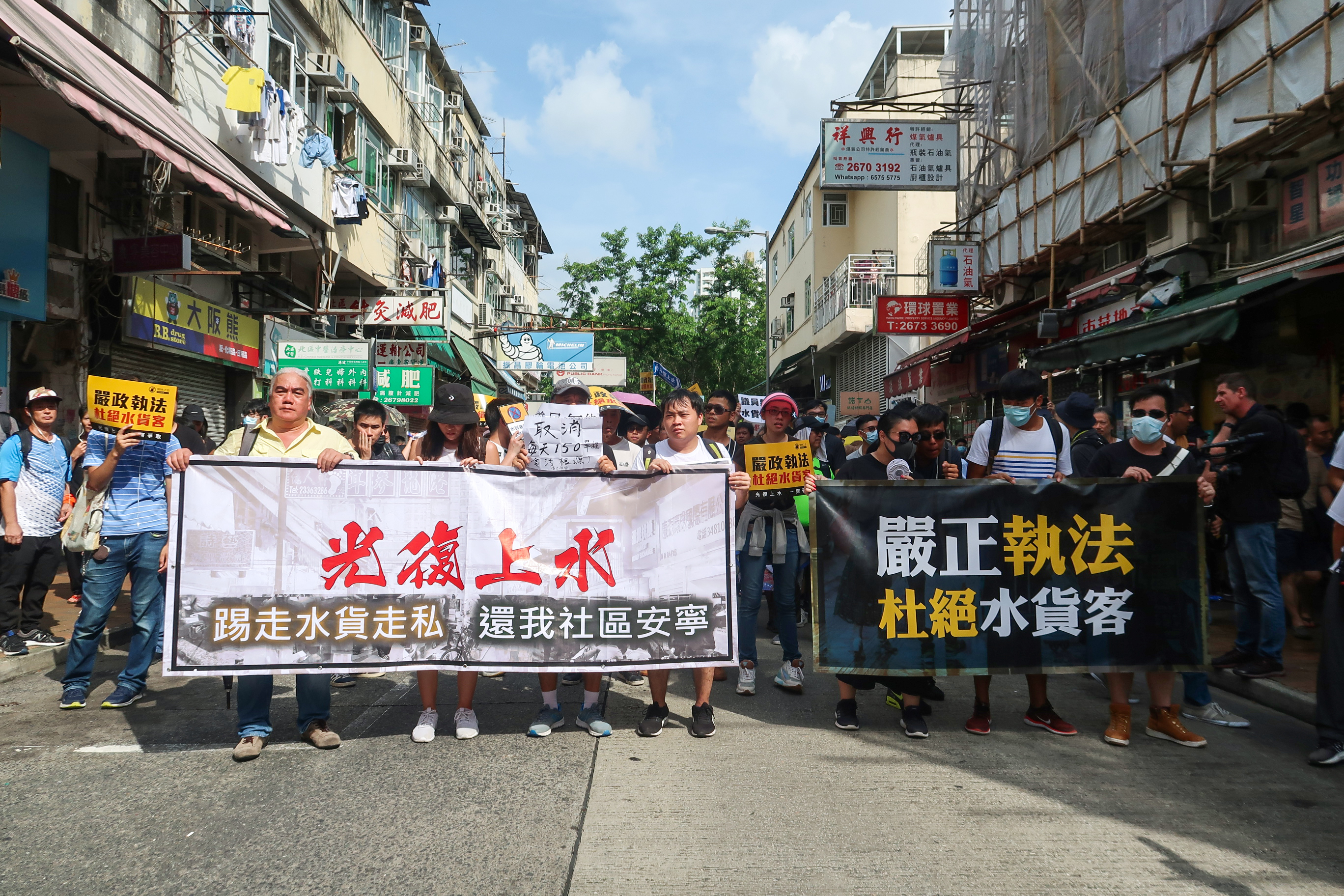
遊行人士經過新成路

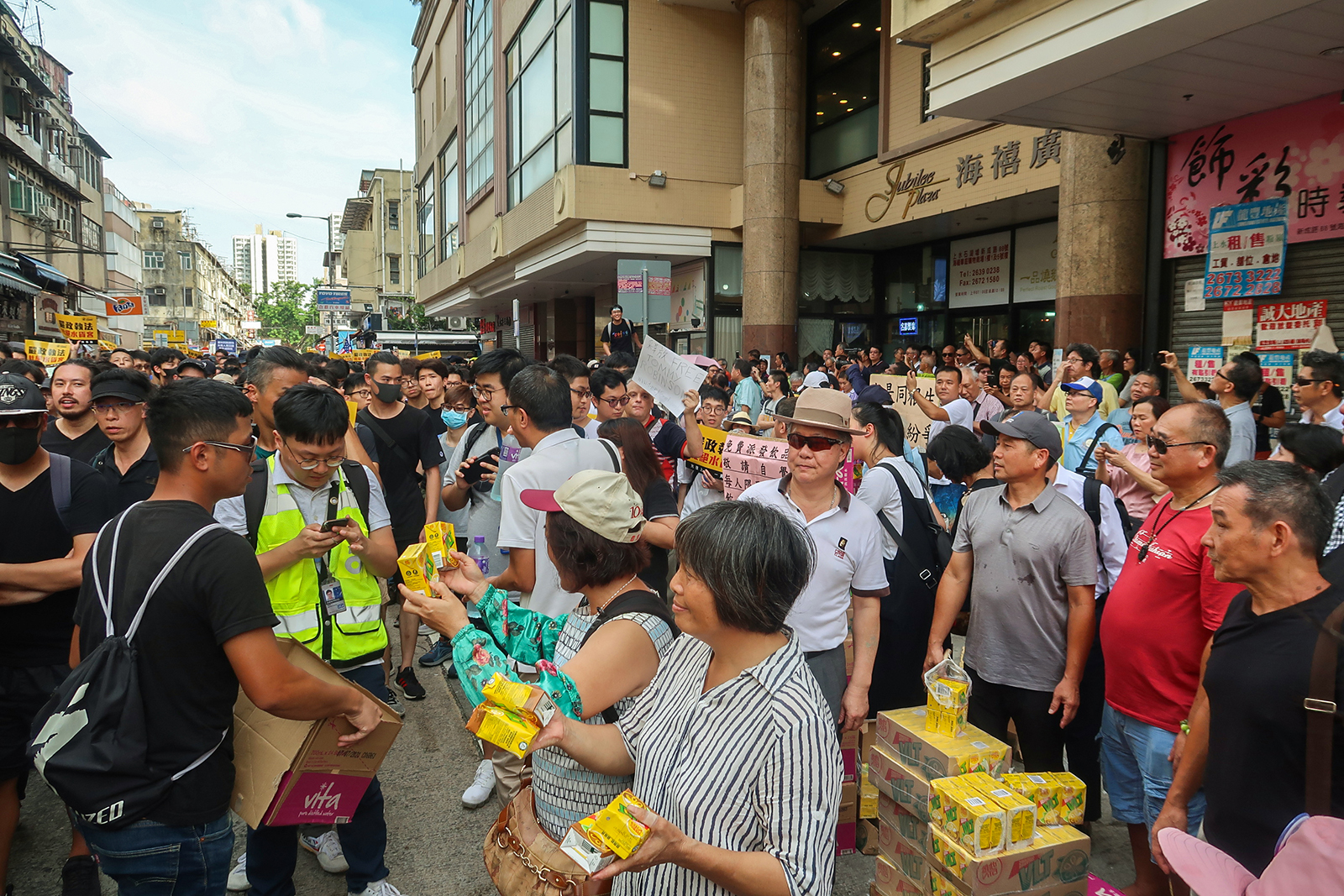
親中派上水鄉事委員會主席侯志強於新成路向遊行人士派發檸檬茶及礦泉水。

### 遊行開始（下午3時半－下午4時半）
遊行開始前，多間受水貨客歡迎的商舖已暫停營業，大部分藥房拉下閘門，水貨客比平時大為減少。
遊行隊伍在下午3時30分從北區運動場籃球場出發。出發後隊伍未按照不反對通知書列明的原定路線而行，警員以揚聲器警告隊頭，要求盡快返回原定路線，遊行人士拒絕並要求警方開路。最終警員亦讓路，沒有作出進一步行動。
親中派上水鄉事委員會主席侯志強於新成路向遊行人士派發檸檬茶及礦泉水。遊行人士並不領情，部份人向他指罵「民建聯最無恥」，把檸檬茶丟回給侯的義工，侯志強以笑臉澄清「冇毒㗎唔使驚」（沒有毒的不用怕），呼籲在場人士要「和平理性」。著名練馬師、前上水鄉委會主席簡炳墀亦被發現現身遊行現場，他表示自己家住北區，深受水貨客滋擾，這次肯定會支持年輕人。認出他的遊行人士高呼「簡sir！簡sir！」、「簡sir參與遊行」，並將簡sir拉到遊行示威隊頭，示意由簡sir帶領示威。其女性友人於不久後把他拉走，指他年紀大會中暑，其後向記者表示他只是路過。
隊伍到達近上水廣場的符興街時，警員第三度要求遊行人士往新運路方向前進，最終在示威者要求下繼續讓路。4時半左右，隊伍陸續到達終點上水花園第一號，遊行發起人梁金成指有3萬人參與遊行，人數高於預期。警方則指最高峰有4千人參加。

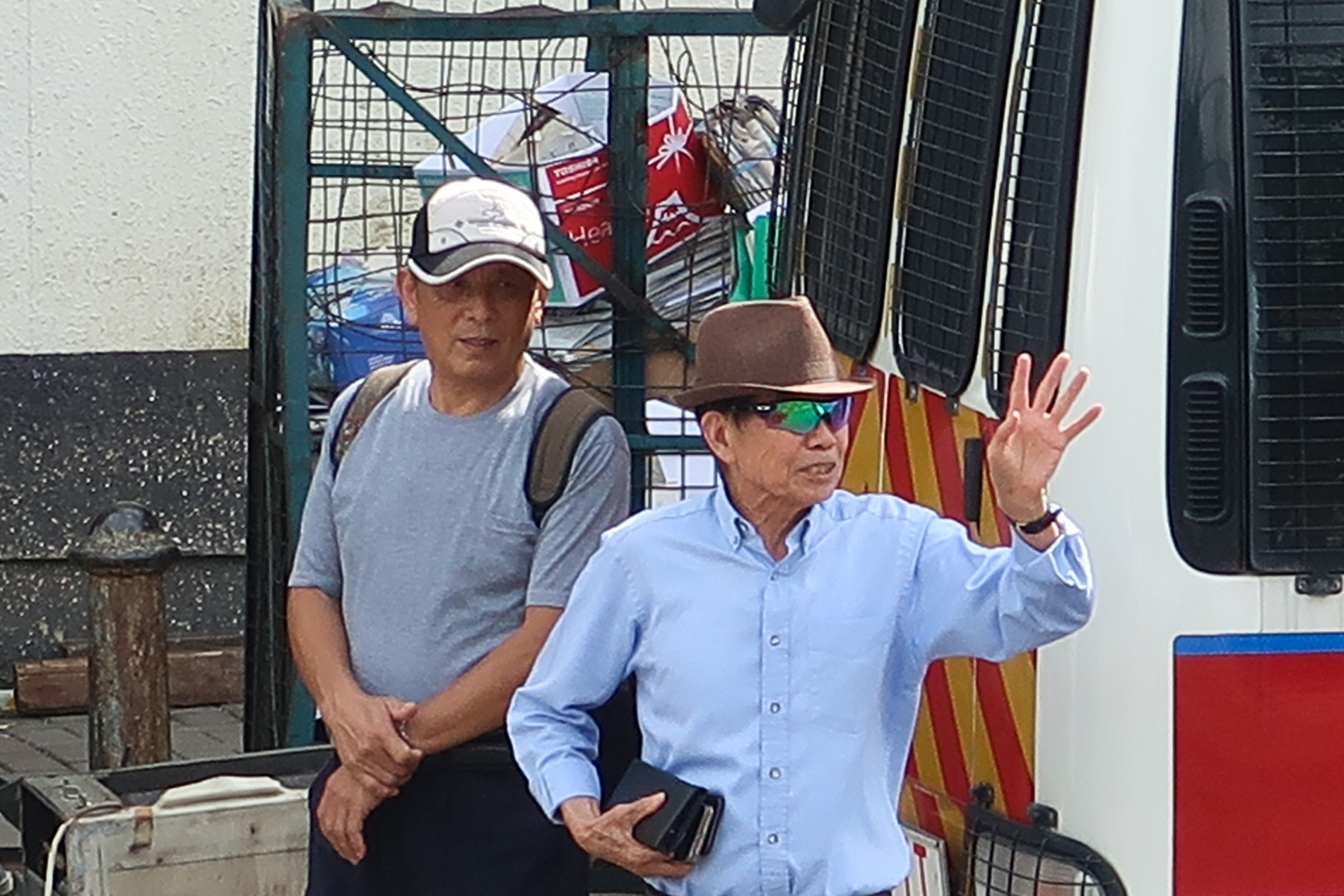
著名練馬師簡炳墀亦被發現現身遊行現場，他表示肯定會支持年輕人
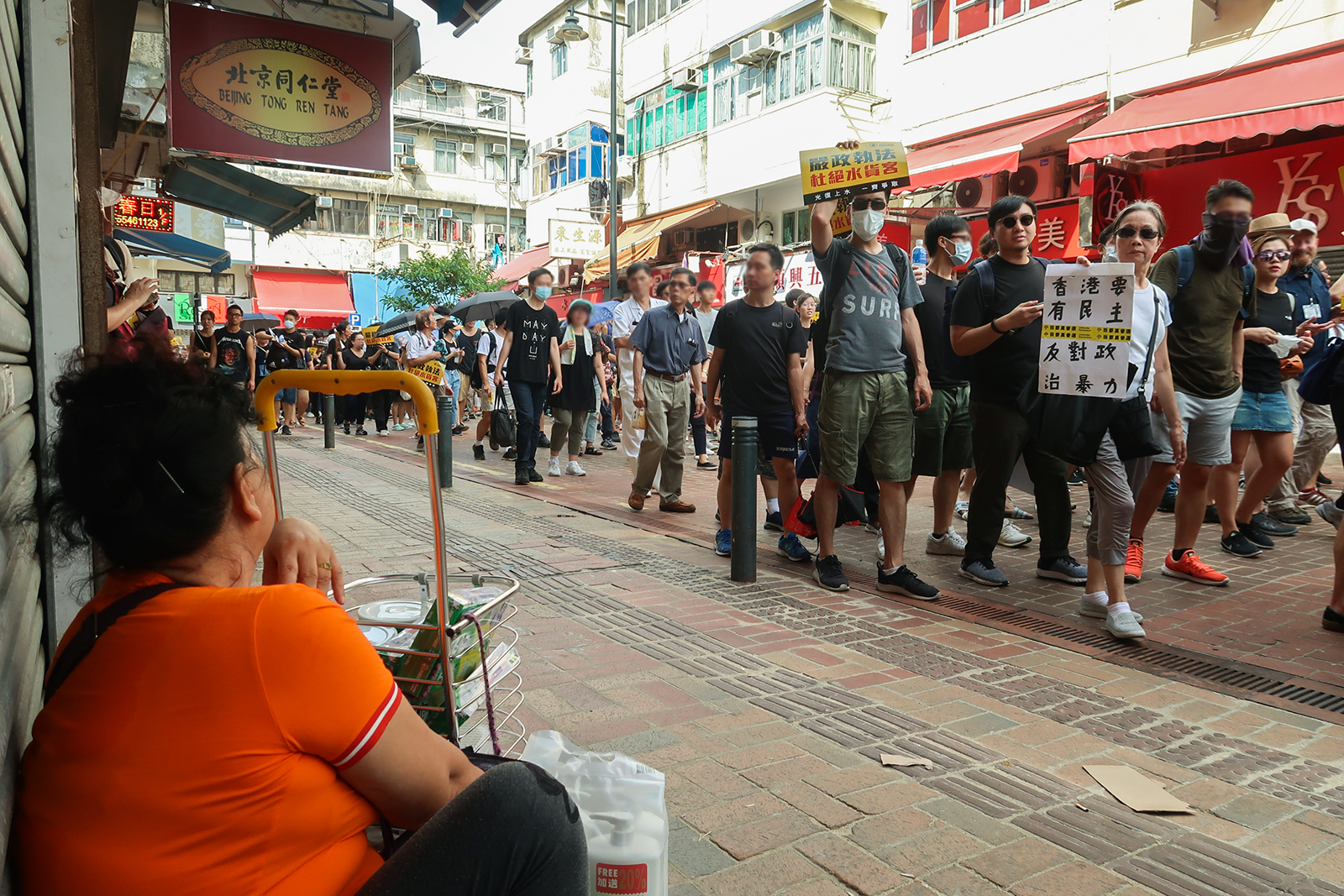
遊行人士在新功街向有水貨客展示標語
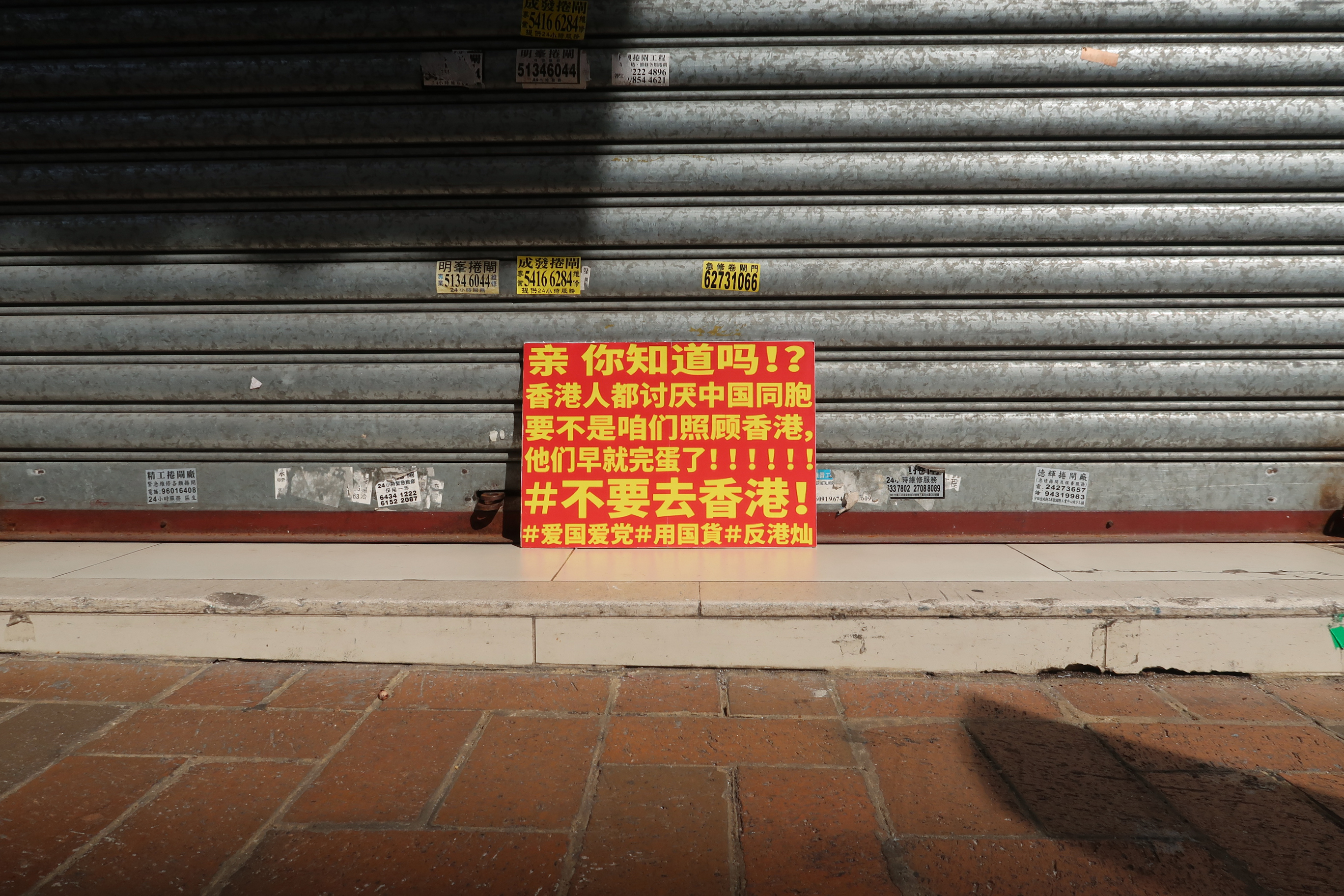
多間受水貨客歡迎的藥房拉下閘門後，擺放了遊行人士設計的標語
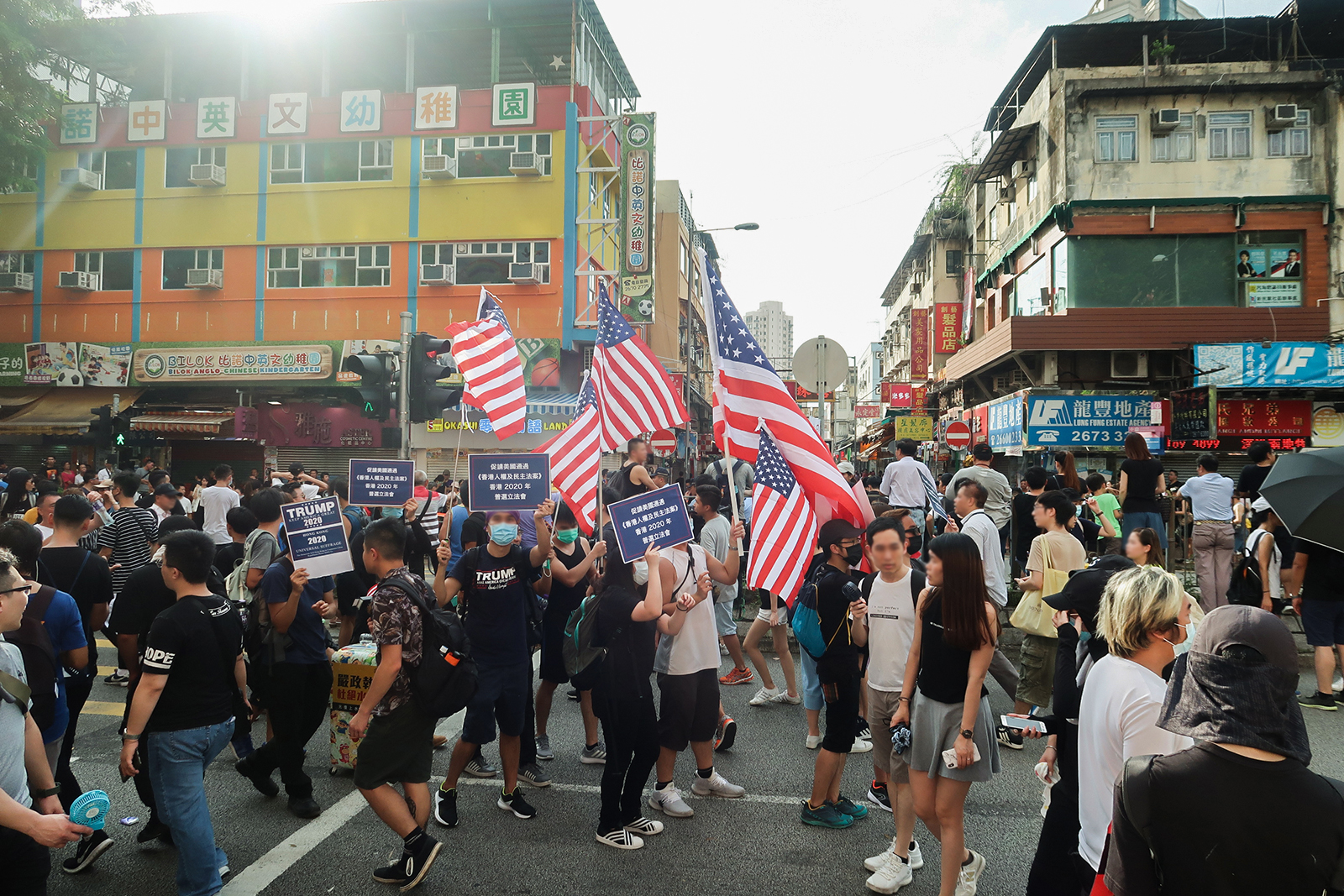
有遊行人士舉起美國國旗，促請美國通過香港人權與民主法案
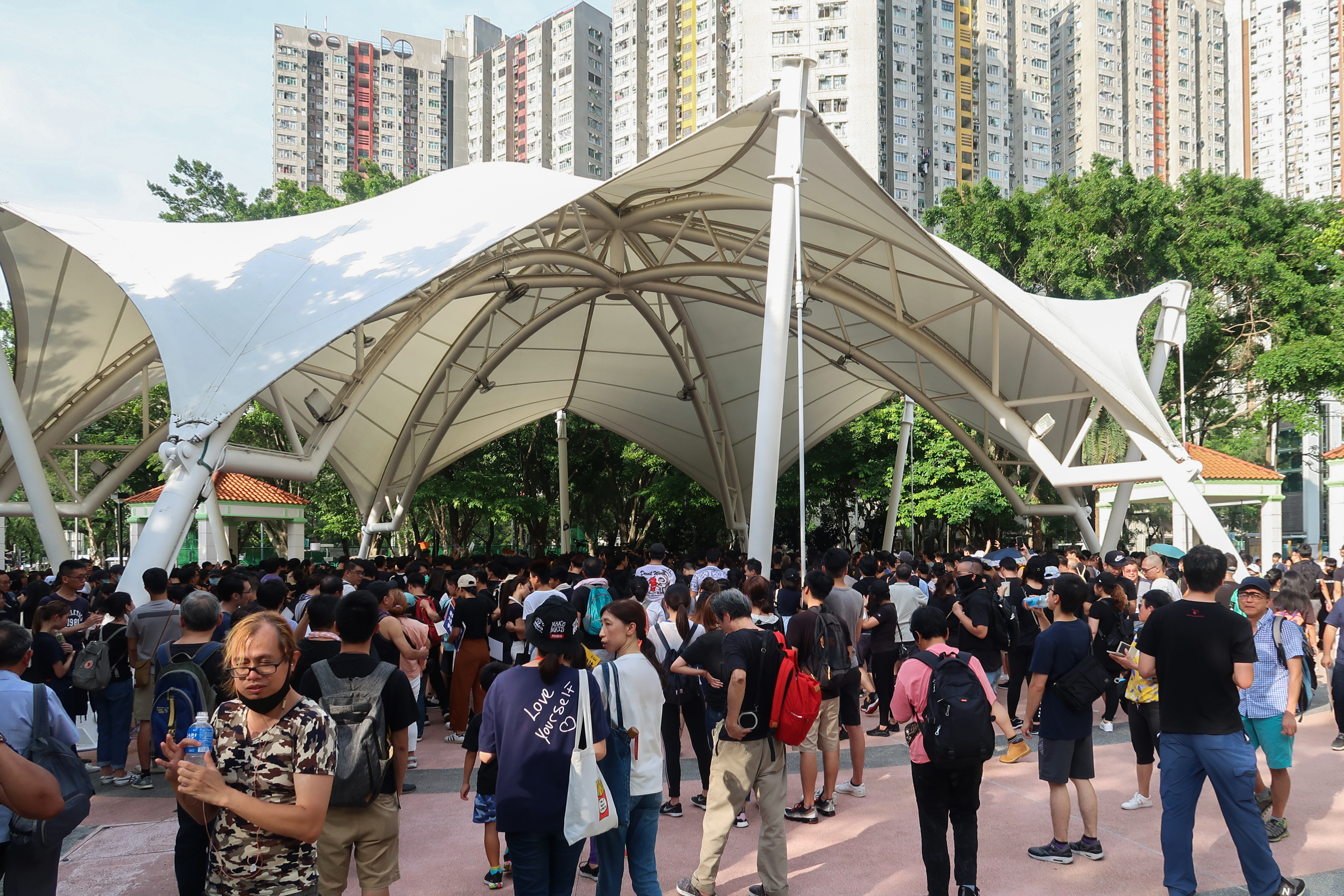
隊伍陸續到達上水花園第一號終點，並舉行集會

### 警民衝突（下午4時半－晚上7時）

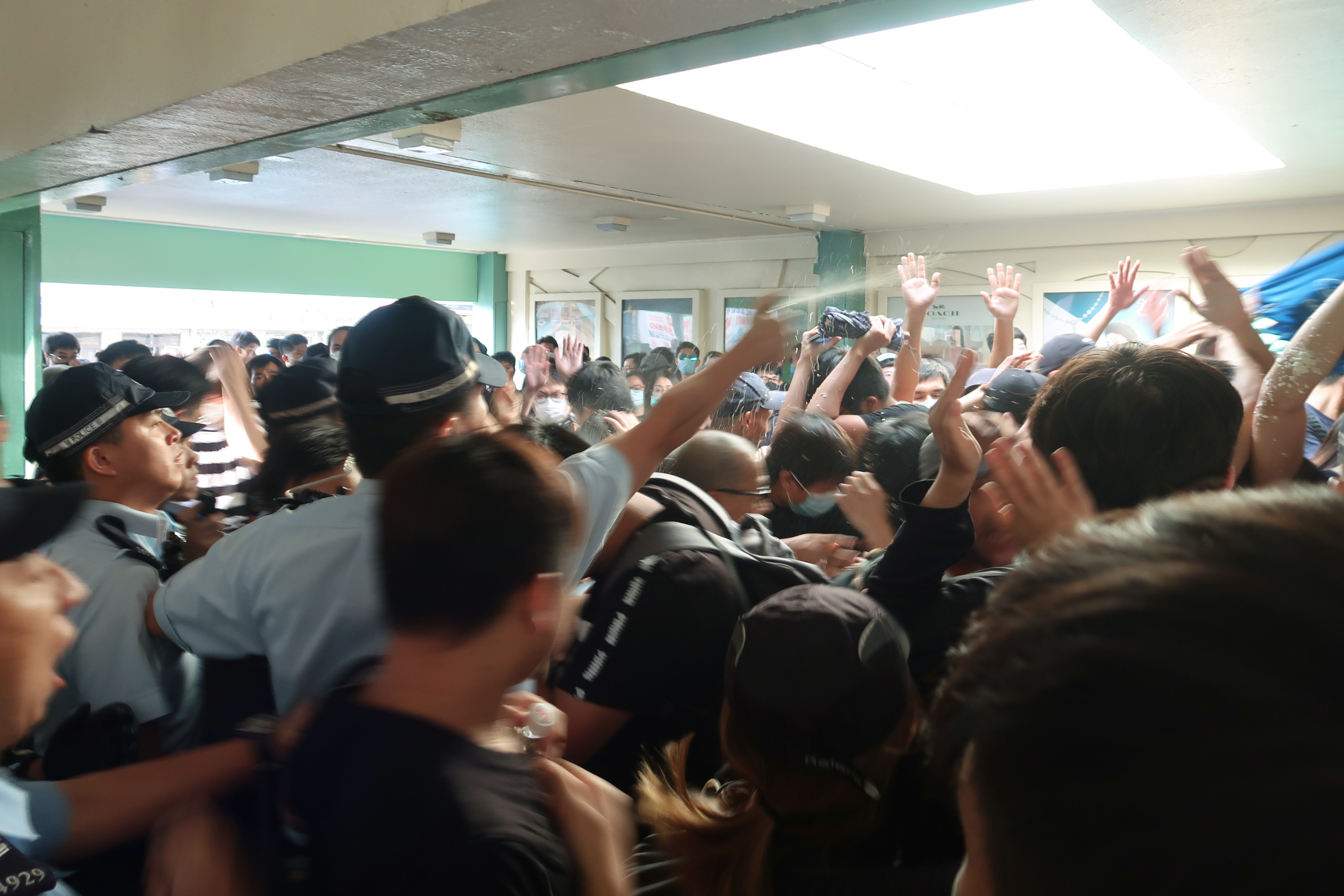
警員在上水廣場天橋上向示威者施放胡椒噴霧

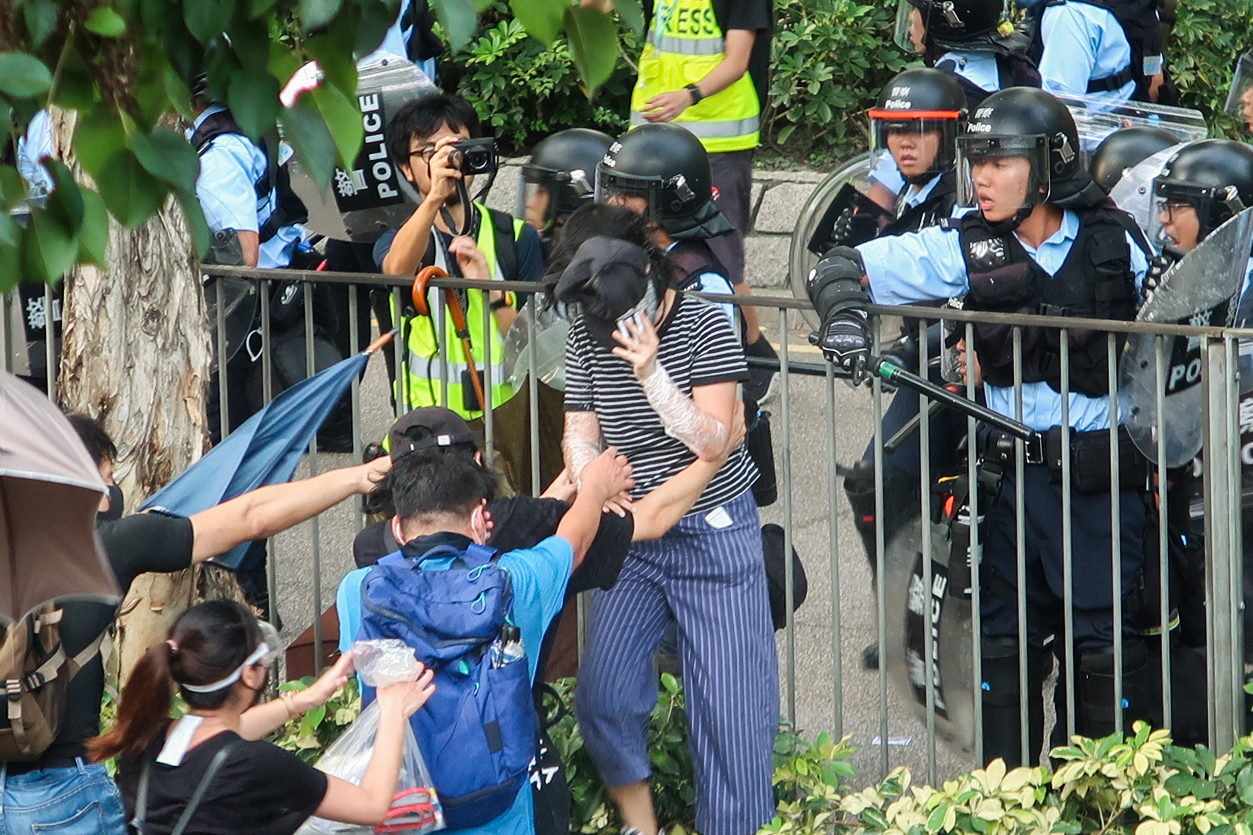
有少女被警棍打傷

遊行結束後不久，示威者隨即與護送水貨客的警方爆發衝突。當時示威者留意到上水廣場屈臣氏門口有水貨客，要求其他市民一同前往。亦有消息指，一名疑似便衣警察的光頭黑衣男子拍攝示威者容貌并作出挑釁，雙方因而發生爭執，期間有人報警，警方最後護送該名男子離開。示威者對此深感不滿，在通往上水廣場的天橋上與警員對峙。
約下午5時，警方開始築起人牆，手持胡椒噴霧全副武裝戒備；示威者打開雨傘，戴上口罩及眼罩等防具，亦佔據馬路並築起路障與警員對峙，氣氛緊張。最終警方施放胡椒噴霧及警棍，造成至少兩名示威者受傷。其後，警方將部分示威者押進北區大會堂，其他示威者將長傘投擲進場內抗議，造成一名警員面部受傷流血。警方在新運路十字路口驅趕示威者，多次出動警棍及胡椒噴霧，示威者及記者跌倒受傷，情況混亂。期間香港大學校園電視拍攝到有警員不斷用警棍從上而下毆打手無寸鐵的示威者。一名男性示威者頭部被警棍打中，大量流血，倒臥地上接受急救。現場示威者呼籲傳媒拍攝倒臥男子，警察隨即以人鏈阻擋拍攝。另有一名示威者面部被胡椒噴霧射中，出現強烈過敏反應。法新社女記者於混亂中遭人拉跌，面部貼地受傷。西貢區議員呂文光在前線協調時被警方推倒，警員在無預警下正面向其眼晴噴射胡椒噴霧，令他失去視力近30分鐘。
下午6時，新運路近新運路花園一帶有四名未有配戴委任證、但身穿黑色警察字樣背心和頭盔的警員截查兩名路過青年，憤怒的群眾多次要求對方出示警察委任證不果，於是包圍四名警員，警員突圍期間以警棍攻擊示威者，示威者則投擲雨傘雜物還擊，擾攘近10分鐘後，穿著防暴裝備的軍裝警員以警棍武力清場。有警員於混亂中遺下裝有子彈的手槍彈匣，其後被同袍撿走。
晚上7時後，示威者發現龍琛路一間藥房仍在營業，約40人指罵該店助長水貨客問題，又稱他們將貨物堆放在行人路涉嫌阻街。其後眾人將店外的貨物及紙皮箱拋入店內，要求收鋪。店舖及後收拾店外物品關門。示威者於其鐵閘噴上「反送中」及「光復上水」字眼。另一邊廂，龍琛路及新豐路交界的新龍豐藥房的招牌被示威者拆去，其大閘被噴上字句並以鐵馬圍封，店外閉路電視遭噴上黑漆。示威者稱龍豐藥房為區內大型連鎖店，故以此為目標，貫徹遊行目標「踢走水貨客」。。另外，有示威人士在已經關門的中國銀行大門上噴漆，寫上「支爆」（支那經濟崩潰）等字。

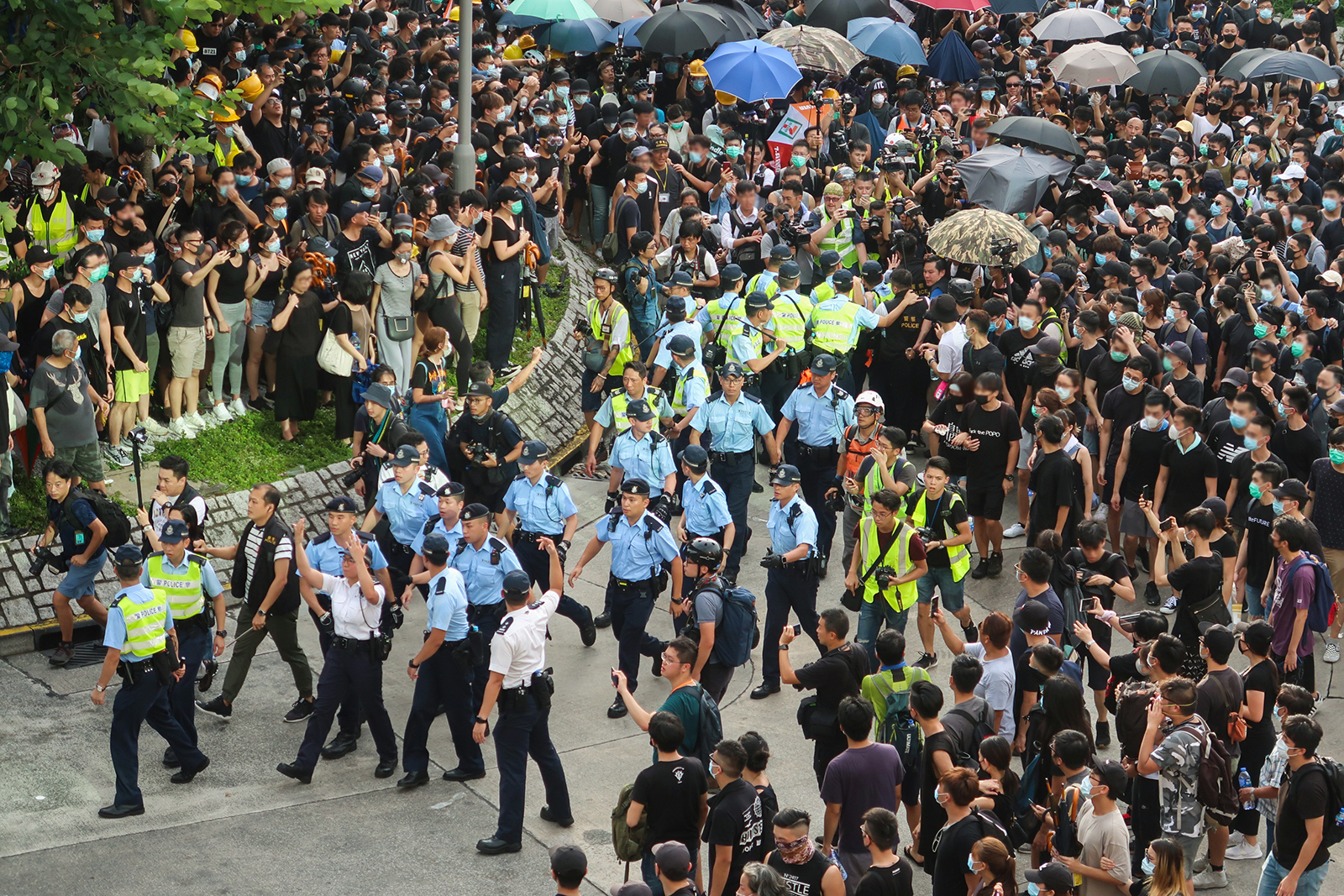
警員離開時引起示威者指罵
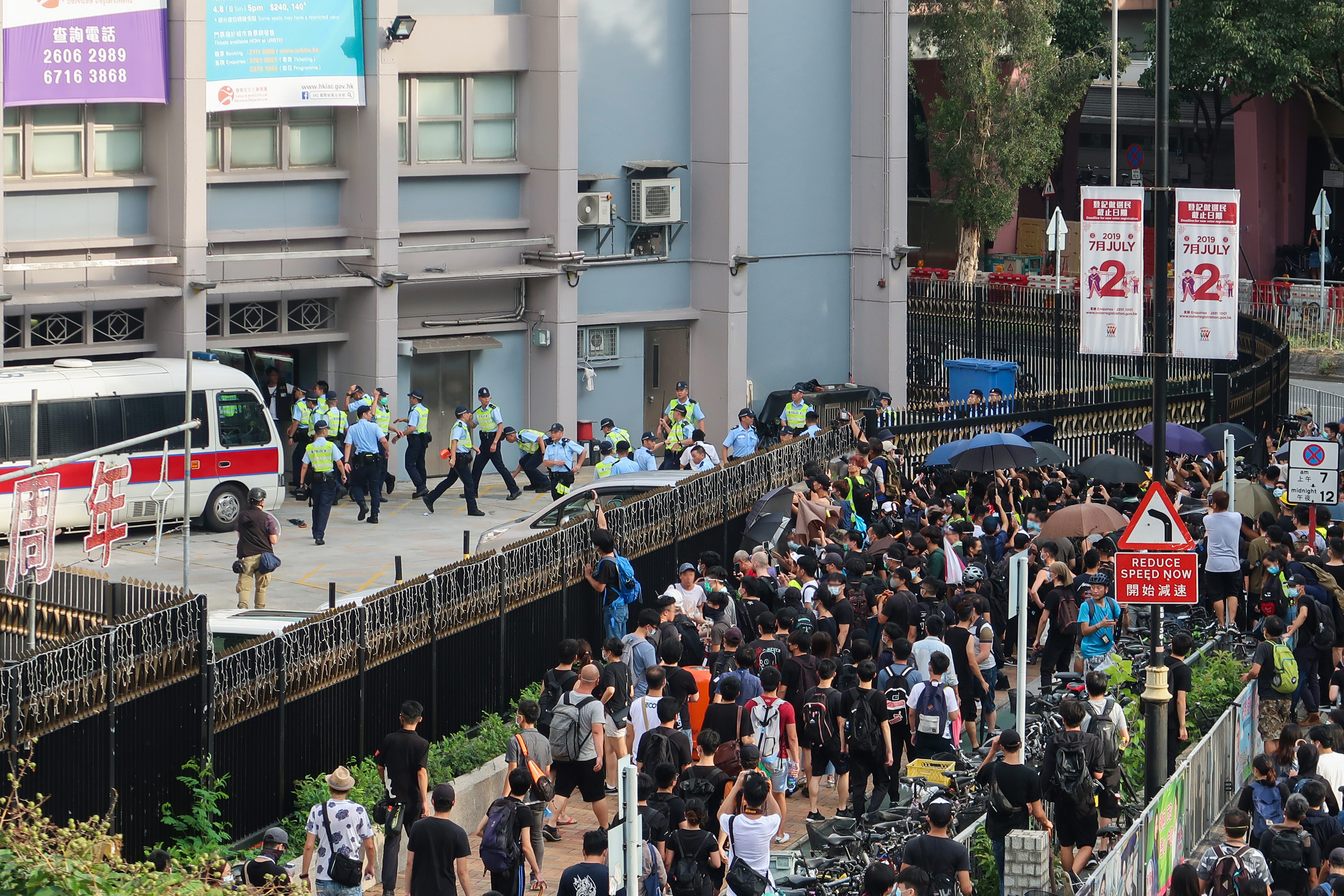
警員退到北區大會堂
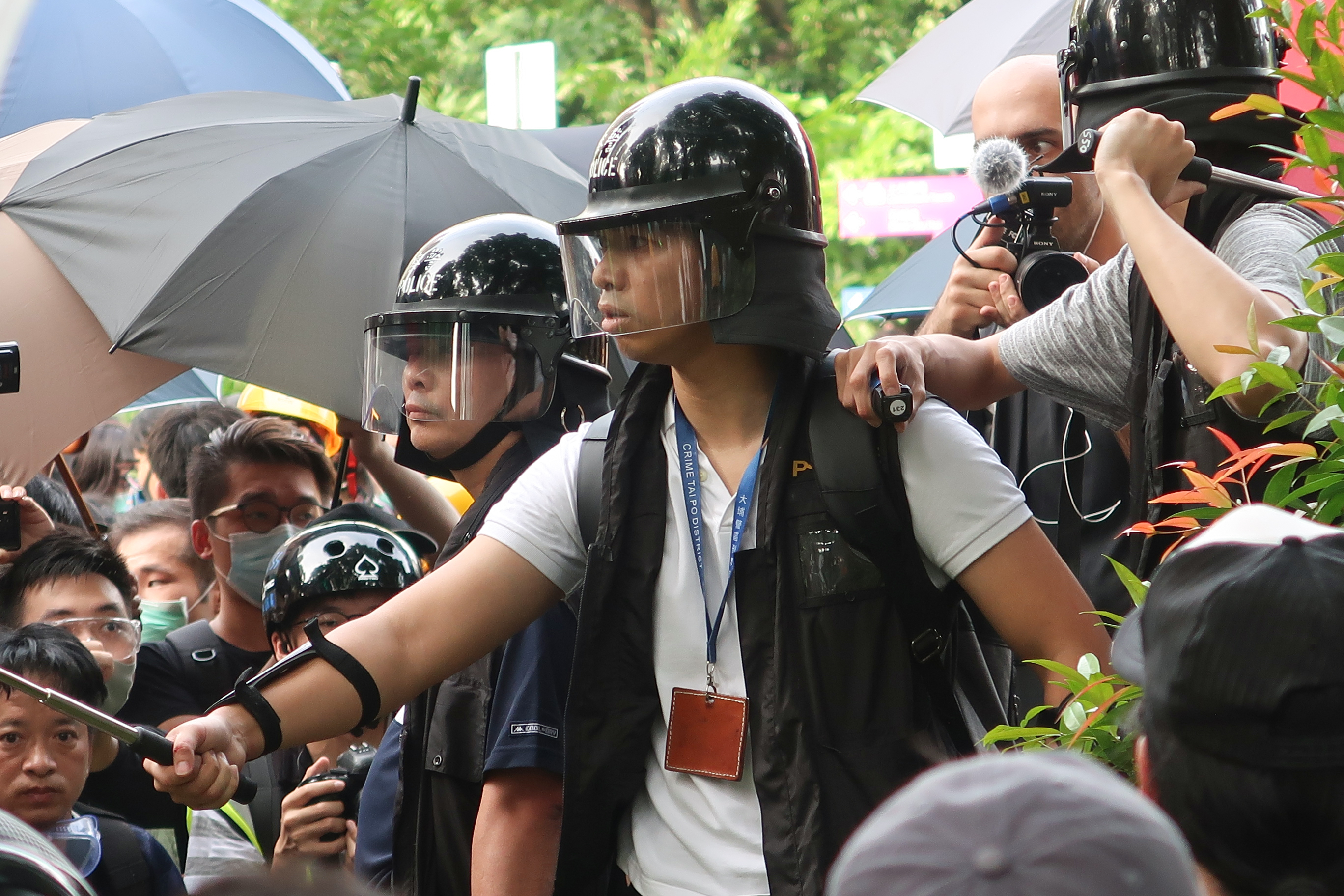
下午6時，新運路近新運路花園一帶有戴上頭盔的警員拒絕出示警察委任證而被示威者包圍
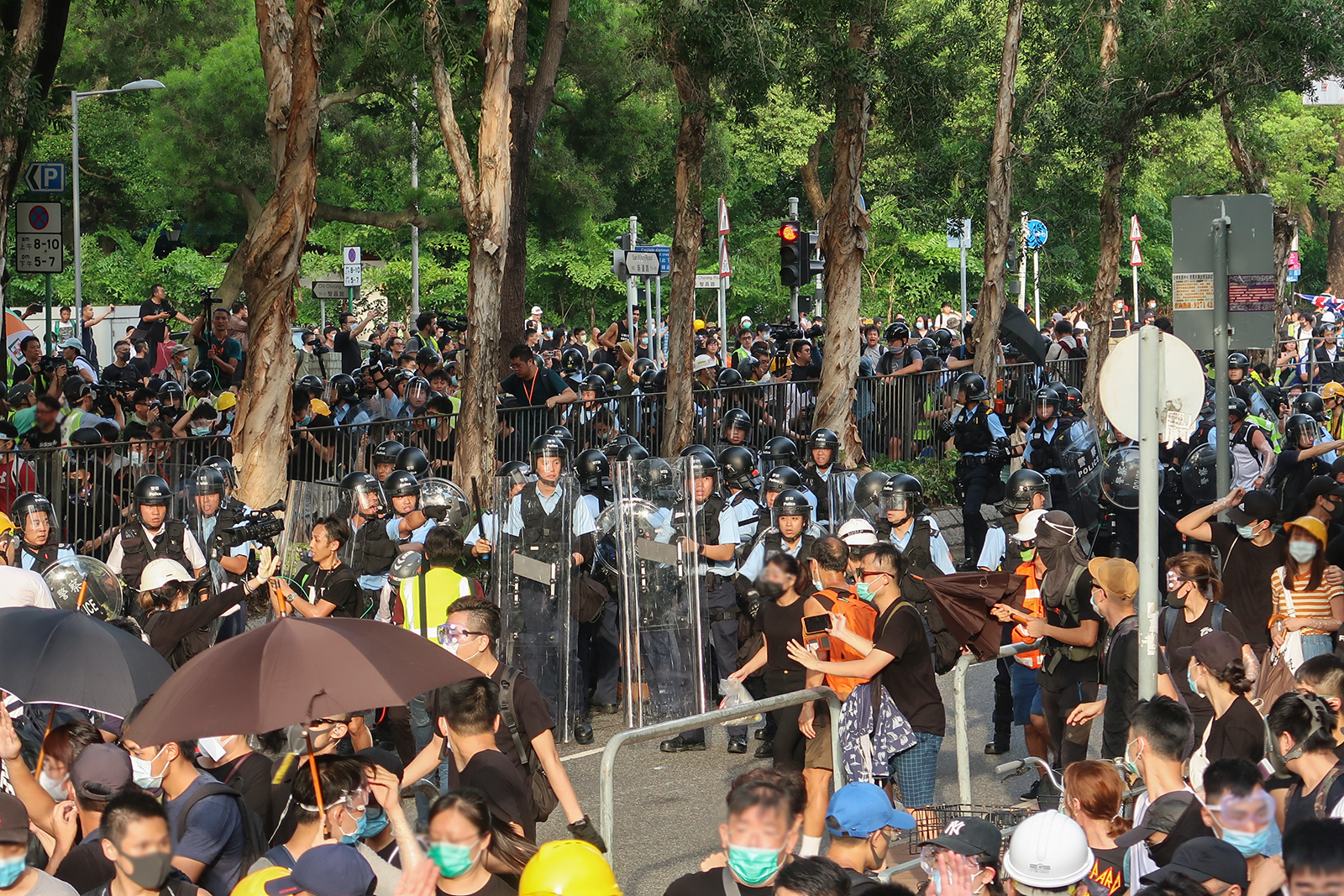
穿著防暴裝備的軍裝警員在新運路驅散
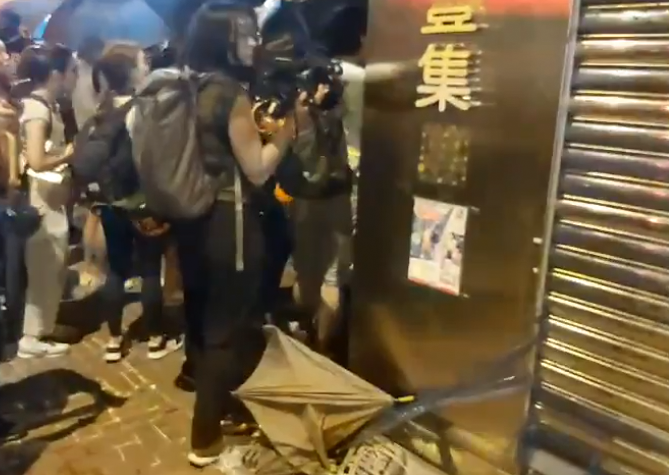
晚上7時，新龍豐藥房門面招牌被示威者拆去

### 警方清場（晚上8時－晚上10時）

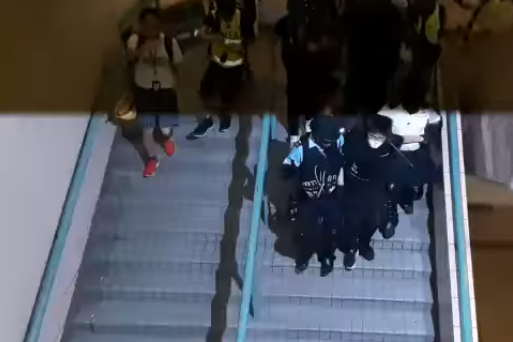
一名青年在上水廣場跳橋，最後被警員帶走

晚上7時45分，警方於facebook發出清場通知，呼籲示威者儘速停止一切違法行為，又稱有示威者向警察投擲鐵枝及不知名粉末。警方將會採取清場行動，市民如非必要請不要前往該區，並小心自身安全。
晚上8時，示威者高呼「不流血、不被捕、一齊走」，陸續散去。同時警方開始列陣清場和推進，並在地面及天橋驅散人群，封鎖多個天橋往商場入口。期間一名督察級警員持警棍追打一名青年，青年逃進商場，其後再走出天橋。之後同一警員手持警棍，追趕另一名患有長短腳的青年。該名青年為逃避追捕，突然爬出天橋，準備一躍而下，有數名記者和市民及時拉住該名示威者。隨後有數名警員趕上，將該青年拉回天橋。其後警員將該青年之後押送上警車，並向青年喝斥：「頭先我救返你呀，唔係你無命啦，你有冇良心㗎？」、「我夾硬拉番你上黎，唔係你跌咗落去喇」。示威者期間不發一言。其後警方發言人表示，經初步調查後，該名男子涉嫌非法集結被捕。立法會議員尹兆堅質疑，警方當時突轉向追捕該名青年，大有機會抓錯人，自己和另一位在場社工亦願意作證。
在天橋附近的民主黨立法會議員尹兆堅上前和警方理論時，被督察用警棍打至額頭腫起。他強調會到北區醫院驗傷追究。他指一名白衣警員追捕令男子幾近墮橋，批評「幾乎搞出人命」非常離譜。清場時，警方不斷以盾牌和警棍推撞記者，此時大部分示威者已散去，大批記者被警方從兩邊夾在天橋上，有電視台攝影師被警棍打中。
晚上10時，警方大致完成清場。當天行動最少有十名警員送院、14名男傷者送往北區醫院，多名記者受傷。

## 後續事件

### 梁金成遇襲
8月18日晚上約11時20分，是次遊行發起人梁金成於沙田住所附近被4至5名男子伏擊圍毆，面部被撒不明粉末，背部留下20處傷痕。施襲者曾以帶鄉音廣東話警告梁不要再攪事。梁金成報警後，首批到場的警員拒絕其送院要求，態度不合作。襲擊事件發生後，多間報館收到神秘男子來電，着記者到醫院採訪梁金成，與一貫名人遇襲案相似，懷疑行兇者需確保事件「見報」作為證據，以收取施襲酬勞。

## 各界反應

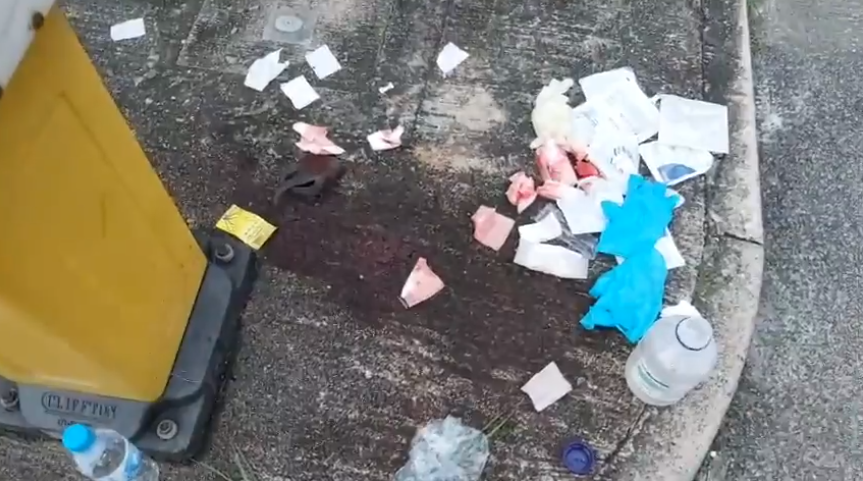
一位老伯於混亂過後被發現頭部流血，新運路現場留下大量消毒紙巾

政府發言人晚上發新聞稿表示部分參與遊行的人都和平有序，但很遺憾有部分示威者在遊行結束後刻意堵塞道路，投擲鐵枝和不知名粉末，衝擊警方防線和襲擊警務人員，發言人對暴力行為予以強烈譴責。又說政府十分關注水貨活動對居民日常生活帶來滋擾。有關執法部門及機構一直採取多項措施，改善鐵路和口岸秩序，減低對居民日常生活的滋擾和對環境衞生的影響，並因應水貨客的作業模式調整行動策略。
晚上，警方Facebook專頁上載五張警員傷勢的照片，批評暴力示威者蓄意使用鐵枝、疑似刺激性粉末等不同的武器及物品襲擊警察，導致多名警員受傷。警方強烈譴責暴力示威者的刻意襲擊行為，並強調會對所有非法及暴力行為進行調查，追究到底。
建制派民建聯立法會議員葛珮帆深夜到大埔那打素醫院探望受傷警員，於有警察受傷感到心痛，認為不能還擊施襲的示威者，令警察難以保護香港。
民主派政黨新民主同盟投訴警員多次使用過分武力攻擊示威者。前往現場調停的西貢區議員呂文光被警方推跌在花槽上施放胡椒噴霧。而北區區議員劉其烽表示自己在新運路與警員對話，要求見指揮官，但警員拒絕並突然推進防線，期間不停揮動警棍，認為當天警方情緒失控。
當地居民抱怨警方清場來回推進、封橋擾民及多個商場出入口，影響出行，猶如戒嚴。

## 拘捕，提堂
2019年8月29日，警方在香港國際機場拘捕前香港民族黨召集人陳浩天。涉嫌在「光復上水」行動中「參與暴動」及襲擊警署警長陳國深。9月26日正式落案起訴，一日後在粉嶺裁判法院提堂。
裁判官最終批准陳續以一萬元保釋，除上述離境日子外均須守宵禁令及每周警署報到一次。案件押後至12月4日再訊，以待警方再作調查。
12月4日第二次提堂，陳申請更改保釋條件被拒，續以原有條件擔保。後因疫情延後至2020年5月9日第三次提堂，陳浩天否認控罪。控方在庭上透露，將傳召17名證人作供，包括被襲警長和另外8名警員，以及一名政府化驗師作專家證人。辯方反對將相關片段呈堂，也不認同專家身份。裁判官蘇文隆決定，將審前覆核日期訂於5月29日，陳浩天獲准以原有條件繼續保釋。

## 外部連結
- 香港網路大典：7月13日光復上水